# XXVII Conferenza delle Parti dell'UNFCCC
La Conferenza delle Nazioni Unite sui cambiamenti climatici del 2022, conosciuta anche come COP27, è stata la XXVII Conferenza delle Parti della Convenzione quadro delle Nazioni Unite sui cambiamenti climatici e si è tenuta a Sharm el-Sheikh, sotto la presidenza dell'Egitto, dal 6 al 20 novembre 2022, ma la chiusura era prevista per il 18 novembre.
La conferenza incorpora la 27ª Conferenza delle Parti dell'UNFCCC (COP27), la 17ª Conferenza delle Parti del Protocollo di Kyoto (CMP17) e la 4ª Conferenza delle Parti dell'Accordo di Parigi (CMA4).

## Contesto
In base alla prassi della rotazione tra i gruppi regionali delle Nazioni Unite, l'organizzazione della Conferenza del 2022 spettava all'Africa (la volta precedente è stata nel 2016 a Marrakech), ma l'unico paese africano a candidarsi è stato l'Egitto, come comunicato nell'ottobre del 2021 da John Kerry, inviato speciale del presidente degli Stati Uniti per il clima.
In un rapporto pubblicato nell'ottobre del 2021, il Gruppo intergovernativo sul cambiamento climatico (IPCC) considera l'Africa il continente più vulnerabile a causa del cambiamento climatico. Più di 100 milioni di africani saranno minacciati dal riscaldamento globale entro il 2030. Per questo molti Stati africani, le organizzazioni non governative e gli analisti sperano che lo svolgimento di questa conferenza in un Paese africano possa migliorare la visibilità delle esigenze prioritarie della società civile e degli Stati africani, in particolare le compensazioni ai paesi in via di sviluppo per le conseguenze del riscaldamento globale.

### Dopo la COP26

#### Situazione mondiale
Dopo l'approvazione del Patto per il clima di Glasgow, il percorso verso la successiva COP27 era previsto sotto il segno dell'attuazione, ma nessuno aveva previsto che a partire dal 24 febbraio 2022, con l'invasione russa in Ucraina, la situazione geopolitica mondiale sarebbe stata completamente stravolta.
Le immediate sanzioni decise dai paesi occidentali e la sospensione delle forniture di gas da parte di Gazprom a partire dal mese di luglio, hanno portato i paesi europei, e l'Italia in particolare, a cercare fornitori alternativi (Repubblica Democratica del Congo, Angola, Mozambico, Algeria) e navi rigassificatrici, nonché la riapertura delle centrali a carbone, quindi in contrasto con l'impegno alla riduzione delle fonti fossili. Ma è stata anche l'occasione per incrementare l'installazione delle fonti rinnovabili.
La situazione internazionale si è ulteriormente complicata il 2 agosto 2022 con la visita a Taiwan di Nancy Pelosi, speaker della Camera dei rappresentanti degli Stati Uniti, in seguito della quale la Cina ha sospeso i colloqui con gli Stati Uniti sul cambiamento climatico.

Nell'agosto 2022 le autorità russe hanno deciso di bruciare il gas naturale nella stazione di compressione di Portovaya, al confine con la Finlandia, scaricando in atmosfera grandi volumi di anidride carbonica.
Il 24 settembre 2022 i sismologi danesi e svedesi hanno segnalato due forti esplosioni in mare nei pressi dell'isola danese di Bornholm.
Nei giorni successivi è stato riscontrato che i gasdotti Nord Stream 1 e Nord Stream 2 erano stati sabotati e che le falle erano quattro, provocando il rilascio in atmosfera da 7,5 a 14 milioni di tonnellate di anidride carbonica.
Il 2022 è stato caratterizzato da forme climatiche estreme come siccità, alluvioni, carestie e scioglimento dei ghiacciai.
L'Osservatorio globale sulla siccità (Global Drought Observatory, GDO) ha certificato che la siccità che ha colpito l'Europa è stata la peggiore dal 1540, il 47% della quale era in condizioni di attenzione e il 17% in condizioni di allerta, con conseguenze sulla resa delle coltivazioni (per aridità o per eccessiva salinità: nel delta del fiume Po il cuneo salino è risalito di 40 km), sulla navigabilità dei fiumi (compreso il Po), sulla produzione dell'energia idroelettrica, sul raffreddamento delle centrali termoelettriche.
Secondo il sito Carbon Brief nel 2022 la siccità ha causato almeno 2 500 morti in Uganda e colpito almeno 8 milioni di persone in Etiopia, circa 3,6 milioni di capi di bestiame sono morti in Kenya ed Etiopia, milioni di sfollati interni e profughi in Somalia ed Etiopia, oltre a un elevato numero di bambini malnutriti.
Per contro il nostro pianeta è stato colpito da alluvioni devastanti: i monsoni che hanno colpito il Pakistan in agosto, secondo il rapporto dell'Autorità nazionale per la gestione dei disastri (NDMA), ha avuto 1 486 morti, 12 749 feriti, 1 760 372 case danneggiate, 918 473 capi di bestiame morti e 4,2 milioni di sfollati; in ottobre la Nigeria ha avuto 600 morti, 1,3 milioni di sfollati e 200 000 case distrutte.
In Italia, il 3 luglio 2022 si è staccato un grosso seracco a Punta Rocca, nel ghiacciaio della Marmolada, travolgendo gruppi di escursionisti e provocando 11 vittime e 8 feriti; il 15 settembre 2022 un temporale autorigenerante (V-shaped) ha investito le vallate del Misa e del Nevola, nelle Marche, provocando 12 vittime e una donna dispersa, centinaia di sfollati e danni stimati per 2 miliardi di Euro.

Inoltre, in Europa occidentale, il mese di ottobre 2022 è stato il «più caldo in assoluto, caratterizzato da oltre 2 ºC in più rispetto alla media degli ultimi 30 anni, a seguito della stagione estiva più calda mai registrata», come ha dichiarato Samantha Burgess, vicedirettore del Copernicus Climate Change Service, servizio di monitoraggio del cambiamento climatico nell'ambito del Programma Copernicus.
Nell'ottobre 2022 l'Osservatorio di Mauna Loa, isola di Hawaii, ha rilevato un valore di CO2 pari a 415,78 ppm (parti per milione) in atmosfera; nel marzo 1958, data del primo monitoraggio, il valore era di 315,7 ppm. L'amministratore del National Oceanic and Atmospheric Administration (NOAA), Rick Spinrad, ha rilevato che «i livelli attuali di CO2 sono paragonabili all'Optimum climatico del Pliocene, 4,1-4,5 milioni di anni fa, quando il livello del mare era più alto tra 5 e 25 metri rispetto ad oggi e grandi foreste occupavano l'odierna tundra».
L'11 ottobre 2022, l'Organizzazione meteorologica mondiale ha presentato il rapporto State of Climate Services: Energy nel quale viene provato che il cambiamento climatico sta mettendo a rischio la produzione di energia in tutto il mondo.
Nel 2020, l'87% dell’elettricità globale generata da impianti termici, nucleari e idroelettrici è dipesa dalle disponibilità idriche; il 33% delle centrali termiche che dipendono dalla disponibilità di acqua dolce per il raffreddamento si trova in aree ad alto stress idrico; attualmente la quota a rischio è il 15% ma crescerà sino al 25% entro il 2040.
L'11% della capacità idroelettrica mondiale è localizzata in aree ad alto stress idrico, circa il 26% delle dighe idroelettriche esistenti e il 23% di quelle previste si trovano all'interno di bacini fluviali che presentano un rischio di scarsità d'acqua da medio a molto elevato.
Secondo il rapporto, la fornitura di energia da fonti rinnovabili deve raddoppiare entro il 2030 se vogliamo raggiungere la neutralità carbonica entro il 2050.
La transizione verso le energie rinnovabili aiuterà ad alleviare il crescente stress idrico globale perché la quantità di acqua utilizzata per generare elettricità dalle rinnovabili è molto inferiore rispetto a quella delle centrali da combustibili fossili o nucleari.
Il 27 ottobre 2022 il Programma delle Nazioni Unite per l'ambiente (UNEP) ha presentato l'Emissions Gap Report 2022 dal titolo The Closing Window (La finestra sta per chiudersi), secondo il quale:
- Le politiche attualmente in vigore indicano un aumento della temperatura di 2,8 °C entro la fine del secolo. L'attuazione degli attuali impegni per i Contributi determinati a livello nazionale porterà un aumento della temperatura, entro la fine del secolo, di 2,4 °C per gli impegni condizionali e 2,6 °C per gli impegni incondizionati.
- Per contenere l'aumento della temperatura entro il 2030 di 1,5 °C si dovrànno ridurre le emissioni di gas serra del 45%, del 30% per contenere l'aumento di 2 °C.
- Profonda trasformazione dei settori dell'approvvigionamento elettrico, dell'industria, dei trasporti, dell'edilizia, dei sistemi alimentari e finanziari.

Nel presentarlo, Inger Andersen, direttrice esecutiva dell'UNEP, ha affermato: «Questo rapporto ci dice in freddi termini scientifici ciò che la natura ci ha già detto nel corso dell'anno tramite inondazioni mortali, tempeste e incendi violenti: dobbiamo smettere di riempire la nostra atmosfera di gas serra e farlo velocemente.»
Il 3 novembre 2022, UNESCO e Unione internazionale per la conservazione della natura (IUCN) hanno presentato il rapporto World Heritage Glaciers: Sentinels of climate change, nel quale viene analizzata la situazione dei 18 600 ghiacciai presenti in 50 siti Patrimonio dell'umanità su una superficie di circa 66000 km², quasi il 10% dell'area ghiacciata del pianeta. I ghiacciai dei siti UNESCO hanno perso massa negli ultimi 20 anni al ritmo di 58 miliardi di tonnellate all'anno, pari al consumo idrico annuale di Francia e Spagna insieme, contribuendo all'innalzamento del livello dei mari.
Il rapporto segnala che un terzo dei ghiacciai dei siti UNESCO scomparirà entro il 2050, tra i quali i ghiacciai delle Dolomiti, mentre i rimanenti due terzi potranno essere salvati con la drastica riduzione delle emissioni di CO2.
Sempre in merito all'innalzamento delle temperature e alle scarse nevicate: le prime gare di Coppa del Mondo di sci alpino 2022/23 sono state annullate (Zermatt/Cervinia, 29-30 ottobre e 5-6 novembre).

#### Impegni non mantenuti
Secondo un rapporto dell'Organizzazione per la cooperazione e lo sviluppo economico (OCSE), pubblicato il 29 luglio 2022, non è stato mantenuto l'impegno a versare 100 miliardi di dollari a partire dal 2020 ai paesi in via di sviluppo. L'OCSE ha certificato che nel 2020 sono stati versati 83,3 miliardi di dollari e che l'impegno sarà raggiunto dall'anno 2023.
Alla COP26 di Glasgow i paesi firmatari dell'Accordo di Parigi si erano impegnati a rivedere e aggiornare i propri Contributi determinati a livello nazionale (NDC) entro il 23 settembre 2022; l'UNFCCC ha certificato che solo 24 paesi dei 193 firmatari hanno mantenuto l'impegno.
Nell'aprile 2021, prima della Cop26 di Glasgow, 550 società finanziarie hanno costituito la Glasgow Financial Alliance for Net Zero (GFANZ), con l'obiettivo di
dimezzare le proprie emissioni nette di CO2 entro il 2030 e di azzerarle entro il 2050, sia quelle frutto delle proprie attività che quelle causate dalle attività finanziate, documentando ogni anno i risultati raggiunti. Senonché i giornalisti di The Guardian, con un articolo pubblicato il 15 giugno 2022, hanno documentato che le società finanziarie potranno fare nuovi investimenti in combustibili fossili sino a metà 2023, e oltre il 2023 per gli investimenti in essere.

### Diritti umani in Egitto
In una dichiarazione del 23 maggio 2022, Amnesty International denuncia che la conferenza si svolgerà in un contesto di persistente repressione, da parte delle autorità egiziane, della libertà di espressione, associazione e riunione, di mancanza di misure per combattere la discriminazione e la violenza sessuale e di genere subita da donne, ragazze e comunità LGBT. Amnesty International raccomanda che gli Stati parti dell'UNFCCC, il segretariato dell'UNFCCC, gli organismi internazionali e le organizzazioni non governative che parteciperanno alla conferenza esercitino pressioni sulle autorità egiziane, in privato e in pubblico, per porre fine alla repressione del dissenso e dei movimenti per i diritti umani.
Il 25 maggio 2022, una comunicazione congiunta di tre relatori speciali delle Nazioni Unite, inviata al governo egiziano, segnalava che l'avvocato Youssef Mansour, già impegnato con la rete araba per l'informazione sui diritti umani, era stato arrestato e scomparso per due giorni.
Inoltre, 36 organizzazioni impegnate per i diritti umani hanno affermato che, affinché la conferenza sul clima sia efficace, le autorità egiziane dovrebbero allentare il controllo sullo spazio pubblico e preservare le libertà di espressione, di associazione e di riunione.
Il 27 luglio 2022, in vista della prossima COP27, organizzazioni impegnate nella difesa dei diritti umani, gruppi ambientalisti e gruppi di giornalisti hanno firmato una lettera in cui si chiedono cambiamenti per la libertà di espressione e per i diritti umani.
Domenica 30 ottobre 2022, il militante ambientalista indiano Ajit Rajagopal, è stato arrestato dalle forze di sicurezza egiziane dopo aver iniziato una marcia attraverso il paese per sensibilizzare l'opinione pubblica ai temi ambientali.
Il 1º novembre 2022, l'attivista egiziano-britannico Alaa Abd el-Fattah, in carcere dal 2019, dopo oltre 200 giorni di sciopero della fame, ha annunciato che dal 6 novembre, giorno di apertura della COP27, avrebbe iniziato lo sciopero della sete.

### Sponsorizzazioni
Tra gli sponsor della COP27 quello che ha fatto più discutere è stata la Coca-Cola, accusata di greenwashing (ambientalismo di facciata).
Emma Priestland, coordinatrice del movimento Break Free From Plastic, ha affermato: «In quattro anni, nei nostri audit annuali del marchio, abbiamo riscontrato che Coca-Cola è il principale inquinatore di plastica al mondo». John Hocevar, direttore della campagna per gli oceani di Greenpeace USA, ha aggiunto: «Coca-Cola produce 120 miliardi di bottiglie di plastica usa e getta all'anno e il 99% della plastica è prodotta da combustibili fossili, peggiorando sia la crisi della plastica che quella climatica».

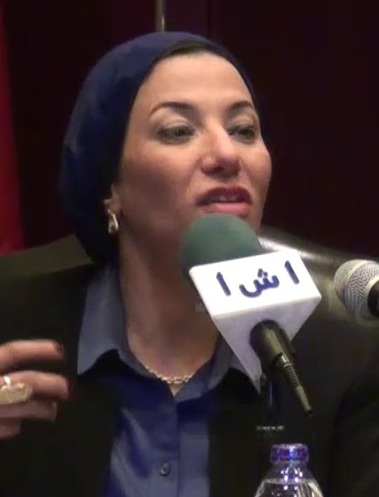
Yasmine Fouad

## Presidenza
Il 15 gennaio 2022 il governo egiziano ha nominato il ministro degli Affari esteri Sameh Shoukry presidente della COP27 e il Ministro dell'ambiente Yasmine Fouad «coordinatore ministeriale e inviato» della COP27.
La dott.ssa Fuad, in possesso di un master in scienze ambientali e di un dottorato di ricerca in scienze politiche per gli studi euro-mediterranei, è già conosciuta a livello internazionale in quanto principale autrice del quarto capitolo del rapporto speciale sulla desertificazione presentato dal Gruppo intergovernativo sul cambiamento climatico (IPCC) nel 2017, mentre alla COP26 di Glasgow ha co-presieduto colloqui sulla finanza climatica.

Ingresso del Convention Center

## Città ospitante
La Conferenza si è tenuta a Sharm el-Sheikh, nella parte meridionale della penisola del Sinai bagnata dal mar Rosso, presso lo Sharm El-Sheikh International Convention Center (SHICC), e ha già ospitato la COP14 della Convenzione sulla diversità biologica (2018) e la 9ª Conferenza della Convenzione delle Nazioni Unite contro la corruzione (2021).
Circondata dall'area marina protetta di Nabq, Sharm el-Sheikh vuole caratterizzarsi per la sostenibilità: 132 hotel con certificato verde, trasporti garantiti da 210 autobus a propulsione elettrica e con gas naturale, un impianto fotovoltaico con la capacità di 20 MW.
L'area della Conferenza era suddivisa in due zone: «zona blu» e «zona verde».
La «zona blu», più ristretta, era quella ufficiale delle sessioni plenarie, riservata i dibattiti ad alto livello, agli incontri intergovernativi e delle organizzazioni internazionali e dove vengono presentati gli accordi raggiunti al termine dei lavori.
La «zona verde», aperta al pubblico, era punto di incontro e confronto tra ambientalisti, scienziati, attivisti, rappresentanti della società civile e delle aziende del settore energia e ambiente. All'interno della zona blu si trovava il padiglione del Mediterraneo che riuniva 600 scienziati esperti dei cambiamenti climatici e ambientali (MedECC).

## Obiettivi

### Mitigazione
Necessità di rimanere uniti per limitare il riscaldamento globale ben al di sotto di 2°C e impegnarsi per mantenere vivo l'obiettivo di 1,5°C. Ciò richiede «azioni audaci e immediate» e una maggiore ambizione di tutte le parti, in particolare di coloro che sono in grado di farlo e di coloro che possono dare l'esempio.
La COP27 sarà un momento per i paesi per adempiere ai loro impegni per il raggiungimento degli obiettivi dell'Accordo di Parigi.
Il 2022 dovrebbe vedere l'attuazione del Patto per il clima di Glasgow a rivedere l'obiettivo dei Contributi determinati a livello nazionale e creare un programma di lavoro con l'obiettivo della mitigazione.

### Adattamento
Gli eventi meteorologici estremi causati da ondate di caldo, inondazioni, incendi boschivi sono ormai diventati una realtà quotidiana.
I leader mondiali, i governi e gli stati parti della convenzione hanno ribadito il loro impegno alla COP27 per una maggiore azione globale sull'adattamento.
L'obiettivo globale sull'adattamento è stato uno dei risultati significativi della COP26. È importante garantire che la COP27 compia i «progressi fondamentali necessari» ed esortare tutte le parti a dimostrare la volontà politica necessaria per catturare e valutare i nostri progressi verso il rafforzamento della resilienza e assistere le comunità più vulnerabili.

### Finanza
Nella COP27 è essenziale compiere progressi significativi sulla questione cruciale dei finanziamenti per il clima.
L'importanza dell'adeguatezza e della prevedibilità dei finanziamenti per il clima è fondamentale per raggiungere gli obiettivi dell'Accordo di Parigi, a tal fine è necessaria una maggiore trasparenza dei flussi finanziari e un accesso facilitato per soddisfare le esigenze dei paesi in via di sviluppo, in particolare Africa, paesi meno sviluppati e piccoli stati insulari in via di sviluppo.
Gli impegni e le promesse, annunciati da Copenaghen e Cancún, attraverso Parigi e sino a Glasgow, richiedono un seguito al fine di fornire chiarezza su dove siamo e cosa occorre fare di più. I progressi nella consegna dei 100 miliardi di dollari annui creeranno maggiore fiducia tra i paesi sviluppati e quelli in via di sviluppo, dimostrando che gli impegni effettivi vengono rispettati.

### Collaborazione
Migliorare e facilitare l'accordo nei negoziati è della massima importanza affinché la residenza della COP27 ottenga risultati tangibili in modo equilibrato. Il progresso della collaborazione aiuterà a raggiungere i quattro obiettivi e garantire che il mondo stia adottando un modello economico più resiliente e sostenibile nel quale gli esseri umani siano al centro dei colloqui sul clima.
I negoziati delle Nazioni Unite sono basati sul consenso e il raggiungimento di un accordo richiederà «la partecipazione inclusiva e attiva di tutte le parti interessate».
È importante garantire un'adeguata rappresentanza a tutte le parti interessate alla COP27, in particolare le comunità più vulnerabili e i rappresentanti dei paesi del continente africano che sono sempre più colpiti dagli impatti dei cambiamenti climatici.
I governi, il settore privato e la società civile devono lavorare insieme per trasformare il modo con il quale interagiamo con il nostro pianeta. Dobbiamo introdurre nuove soluzioni e innovazioni che aiutino ad alleviare gli impatti negativi dei cambiamenti climatici. Dobbiamo anche replicare e potenziare rapidamente tutte le altre soluzioni rispettose del clima verso l'attuazione nei paesi in via di sviluppo.

## Verso la COP27

### Settimane regionali del clima
Nel 2022 si sono tenute le settimane regionali del clima (Regional Climate Weeks), organizzate dall'UNFCCC, la cui importanza è stata riconosciuta nel "Patto per il clima di Glasgow" (punto 90 del Patto).
La settimana del clima del Medio Oriente e del Nordafrica (Middle East and North Africa Climate Week, MENACW) si è tenuta dal 28 al 31 marzo 2022 a Dubai (Emirati Arabi Uniti).
La settimana del clima dell'America latina e dei Caraibi (Latin America and the Caribbean Climate Week, LACCW) si è tenuta dal 18 al 22 luglio 2022 a Santo Domingo (Repubblica Dominicana).
La settimana africana del clima (Africa Climate Week, ACW) si è tenuta dal 29 agosto al 2 settembre 2022 a Libreville (Gabon).

### Conferenza sul cambiamento climatico di Bonn
Dal 6 al 16 giugno 2022 si è tenuta a Bonn la Conferenza sul cambiamento climatico, prima riunione delle parti dell'UNFCCC dopo la COP26 di Glasgow, nella quale si sono tenute riunioni di carattere tecnico come il bilancio globale (Global Stocktake), vale a dire fare il punto sugli impegni realizzati per tagliare le emissioni.
Secondo gli attivisti ambientali la Conferenza di Bonn si è chiusa «senza il benché minimo passo avanti di una qualche rilevanza».

### Pre-COP27
Nel 2022 è stata organizzata la pre-COP dalla Repubblica Democratica del Congo, in partenariato con l'Egitto.
La Conferenza scientifica si è tenuta presso la Riserva della biosfera di Yangambi dal 3 al 5 settembre 2022 sul tema: «Contributo delle foreste del bacino del Congo e di altri bacini tropicali del pianeta alla lotta al cambiamento climatico: stato dell'arte e prospettive».
L'incontro di oltre 50 ministri dell'ambiente e/o dell'energia si è tenuta a Kinshasa, dal 3 al 5 ottobre 2022 al Palais du Peuple, presieduta dal presidente congolese Félix Tshisekedi. I punti salienti da portare alla COP27 di Sharm el-Sheikh:
- Mitigazione. Dobbiamo limitare il riscaldamento globale ben al di sotto dei 2 °C e impegnarci per mantenere l'obiettivo di 1,5 °C. Attuare i piani per i Contributi determinati a livello nazionale.
- Adattamento. Gli eventi meteorologici estremi come le ondate di calore, le inondazioni e gli incendi sono ormai una realtà quotidiana. In termini di adattamento la COP27 dovrà garantire quanto previsto dall'Accordo di Parigi (COP21) e da quanto sottoscritto con il Patto di Glasgow (COP26).
- Finanza. Finanziamenti per il clima adeguati e trasparenti, facilitandone l'accesso per soddisfare le esigenze dei paesi in via di sviluppo, in particolare dell'Africa, dei paesi meno sviluppati e dei piccoli stati insulari in via di sviluppo. Rispettare l'impegno dei paesi sviluppati a versare 100 miliardi di dollari all'anno.
- Collaborazione. Il raggiungimento di un accordo richiederà la partecipazione inclusiva e attiva di tutte le parti interessate, come avviene per tutti i negoziati delle Nazioni Unite. Garantire un'adeguata rappresentanza e partecipazione di tutte le parti interessate alla COP27, in particolare delle più comunità vulnerabili e dei paesi africani che sono sempre più colpiti dali cambiamento climatico.

### Youth4Climate
Il 20 e 21 settembre 2022 si è tenuto a New York lo Youth4Climate: Powering action, negli stessi giorni della 77ª Assemblea generale delle Nazioni Unite, con il sostegno del Ministero della transizione ecologica italiano e del Programma delle Nazioni Unite per lo sviluppo.
Hanno partecipato, in presenza, più di 150 giovani da oltre 90 Paesi e molti altri a distanza tramite collegamento virtuale.
Per le istituzioni italiane hanno partecipato il presidente del consiglio Mario Draghi («Sono orgoglioso di annunciare che l'Italia guiderà il Global Youth4Climate Hub, in partnership con l'UNDP [...] Dobbiamo agire meglio e più in fretta sul cambiamento climatico.»), il ministro Roberto Cingolani («Io credo nello Youth4Climate forever. Siete passati dalla protesta alle proposte, il vostro lavoro sarà un'eredità per chi verrà dopo di voi.») e il ministro plenipotenziario Alessandro Modiano, inviato speciale per il cambiamento climatico.
Lo Youth4Climate di New York ha stabilito di finanziare con il programma Innovation Challenge del Programma delle Nazioni Unite per lo sviluppo, 15 bandi per la realizzazione di progetti sulla resilienza urbana, i sistemi alimentari sostenibili, l'energia e l'educazione.
È stato anche deciso che Youth4Climate diventa una iniziativa globale di lungo periodo, Global Youth4Climate Hub, con la sede presso il Centre for Climate Action and Energy UNDP di Roma; inoltre il programma di sviluppo Youth4Capacity, interamente finanziato dall'Italia.

### Conference of Youth
La 17ª Conference of Youth (COY17) si è tenuta a Sharm el-Sheikh dal 2 al 4 novembre 2022, subito prima dell'apertura dei lavori della COP27, con la partecipazione di oltre mille giovani attivisti provenienti da 140 paesi.
Al termine dei tre giorni di lavori è stato redatto il documento Global Youth Statement. Declaration for Climate Justice, le cui basi erano state predisposte a settembre allo Youth4Climate di New York.
Il documento – che in 15 punti esorta i leader politici a prestare attenzione, farsi carico e agire su una serie di argomenti, dalla mitigazione e adattamento alla transizione giusta e al finanziamento, inclusa la richiesta di uno strumento per perdite e danni – è stato consegnato alla presidenza egiziana della COP27 e sarà presentato il 10 novembre, nella giornata dedicata ai giovani e alle nuove generazioni.

## COP27: Insieme per l'attuazione
La Conferenza delle Nazioni Unite sui cambiamenti climatici del 2022, comprende la 27ª Conferenza delle Parti dell'UNFCCC (COP27), la 17ª Conferenza delle Parti del Protocollo di Kyoto (CMP17), la 4ª Conferenza delle Parti dell'Accordo di Parigi (CMA4), la 57ª sessione dell'Organismo sussidiario per la consulenza scientifica e tecnologica (SBSTA57) e la 57ª sessione dell'Organismo sussidiario per l'attuazione (SBI57).
A partecipare alla COP27 sono previsti 41 000 delegati in rappresentanza dei 197 paesi che hanno sottoscritto l'Accordo di Parigi.
L'attivista svedese Greta Thunberg, alla presentazione del suo volume The Climate Book, ha detto che non sarebbe andata a Sharm el-Sheikh in quanto «lo spazio per la società civile quest'anno è estremamente limitato» e accusando la conferenza di «greenwashing» (ambientalismo di facciata).
Laura Vallaro, portavoce italiana del movimento Fridays for Future, ha confermato che non sarebbero stati presenti a Sharm el-Sheikh e che avrebbero consegnato i pochi badge di accesso ai rappresentanti dei cosiddetti paesi MAPA (Most Affected People and Areas) e che stavano organizzando un crowdfunding per consentire la partecipazione degli attivisti provenienti dai paesi più poveri del pianeta.

### Inizio della Conferenza
Il 6 novembre, primo giorno dei lavori, la COP27 è iniziata in ritardo, rispetto all'orario previsto, dopo «48 intense ore di negoziati». L'accordo raggiunto riguarda l'inserimento all'ordine del giorno della Conferenza – su pressione del Pakistan, che ha la presidenza di turno del G77 – dell'argomento perdite e danni (loss and damage), ossia al tipo di aiuti ai paesi più poveri danneggiati dal cambiamento climatico.

Quindi la Conferenza è iniziata con il passaggio della presidenza dal britannico Alok Sharma (COP26) all'egiziano Sameh Shoukry, sono seguiti i saluti di Simon Stiell, segretario esecutivo della Convenzione quadro delle Nazioni Unite sui cambiamenti climatici (UNFCCC), che ha segnalato che solo 29 paesi hanno aggiornato i loro Contributi determinati a livello nazionale (5 in più rispetto al rapporto UNFCCC del 26 ottobre) e di Hoesung Lee, presidente del Gruppo intergovernativo sul cambiamento climatico (IPCC).

### Vertice dei leader

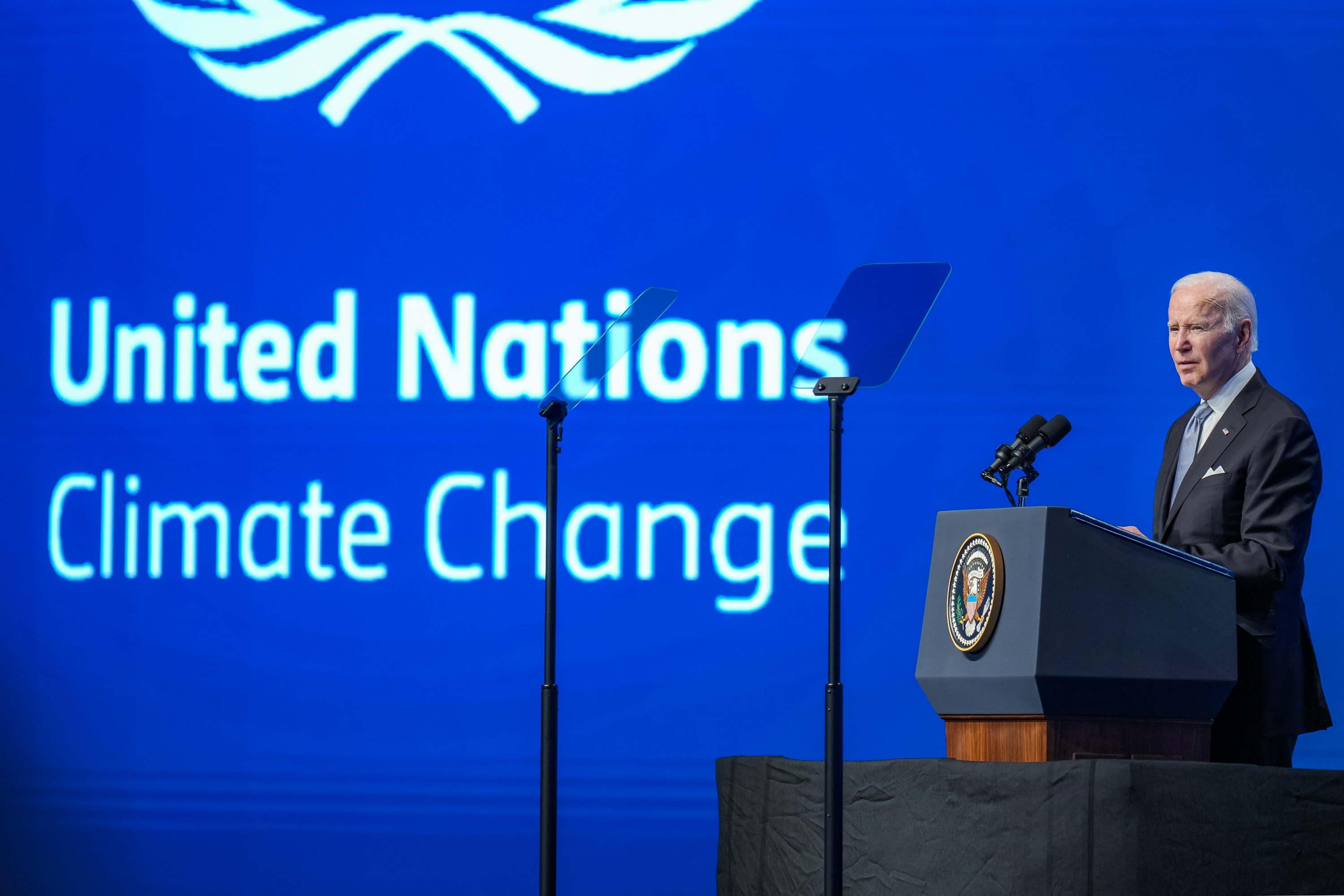
Joe Biden alla COP27, 11 novembre 2022.

Il 7 e 8 novembre si è tenuto il vertice dei capi di Stato e di governo (Sharm El-Sheikh Climate Implementation Summit), al quale hanno partecipato 102 capi di Stato e di governo, tra i quali: il presidente del Kenya William Ruto, anche in rappresentanza dei 54 stati del continente africano; il presidente della Svizzera Ignazio Cassis, anche in rappresentanza dei 6 stati dell'Environmental Integrity Group; il primo ministro di Antigua e Barbuda Gaston Browne, anche in rappresentanza dell'Alleanza dei piccoli Stati insulari; il primo ministro della Repubblica Ceca Petr Fiala, presidente di turno del Consiglio dell'Unione europea; il cancelliere tedesco Olaf Scholz, presidente di turno del G7; la neo presidente del consiglio italiano Giorgia Meloni, al primo vertice fuori dall'Europa. Il presidente ucraino Volodymyr Zelens'kyj ha inviato un videomessaggio. Il presidente statunitense Joe Biden, rimasto a Washington per le elezioni di metà mandato, è arrivato in Egitto l'11 novembre.
Il neo eletto presidente brasiliano Luiz Inácio Lula da Silva ha assicurato la partecipazione alla COP27 dichiarando che il Brasile «è pronto a riprendere il suo ruolo da protagonista nella lotta alla crisi climatica».
Al vertice non hanno partecipato: il presidente cinese Xi Jinping, il presidente russo Vladimir Putin, il primo ministro indiano Narendra Modi il primo ministro australiano Anthony Albanese.
Il neo monarca del Regno Unito Carlo III, da almeno 50 anni sensibile alle problematiche ambientali, su pressione del Governo britannico è rimasto a Londra, dove il 4 novembre ha ospitato a Buckingham Palace circa 200 scienziati, manager e attivisti ambientali.
Dopo il discorso di apertura del presidente egiziano Abdel Fattah al-Sisi, ha preso la parola António Guterres, segretario generale delle Nazioni Unite, che ha affermato: «Siamo sulla strada per l'inferno climatico con il piede sull'acceleratore. [...] L'umanità deve scegliere: cooperare o perire. O è un Patto di solidarietà per il clima o un Patto di suicidio collettivo».
Mia Mottley, primo ministro di Barbados – piccolo stato insulare – ha tenuto un intervento sulle tematiche legate alla giustizia climatica, concludendo con una domanda: «In che modo le compagnie petrolifere e del gas che hanno realizzano 200 miliardi di dollari di profitti negli ultimi tre mesi non possono contribuire con almeno 10 centesimi per ogni dollaro a un fondo perdite e danni?»
Il presidente francese Emmanuel Macron ha comunicato che Francia e Barbados chiederanno a FMI, Banca Mondiale e OCSE di proporre nella primavera 2023 soluzioni molto concrete per attivare meccanismi finanziari innovativi a favore dei pavesi poveri.
La presidente del consiglio Giorgia Meloni ha confermato gli impegni presi dall'Italia: riduzione delle emissioni di gas serra di almeno il 55% entro il 2030 e neutralità climatica entro il 2050; rafforzare l'installazione di energie rinnovabili, in linea con gli obiettivi di REPowerEU promosso dalla Commissione europea; incremento del contributo italiano alla finanza per il clima portato a 1,4 miliardi di dollari per i prossimi cinque anni di cui 840 milioni di Euro attraverso il nuovo Fondo italiano per il clima; aggiungendo che l'Italia è parte del programma Just Energy Transition Partnerships, un'ambiziosa iniziativa del G7.
Per Ursula von der Leyen, presidente della Commissione europea, «la crisi globale dei combustibili fossili deve essere un punto di svolta, quindi non prendiamo l'autostrada per l'inferno ma guadagniamo il biglietto pulito per il paradiso». Ha anche evidenziato gli accordi sull'idrogeno che l'Unione europea ha concluso con Egitto, Namibia e Kazakistan, commentando: «Il sud del mondo è povero ma ha le risorse, il nord è ricco ma ha bisogno di materie prime e di energia». La von der Leyen ha inoltre segnalato che l'Unione europea – che conta solo per l'8% delle emissioni globali – con l'attuazione del pacchetto di riforme Fit for 55, presentato nel luglio 2021 con il proposito di abbattere le emissioni di gas serra del 55% (rispetto ai livelli del 1990) entro il 2030, con l'obiettivo di emissioni zero entro il 2050. Per la Commissione europea la risposta è REPowerEU, un piano da 300 miliardi di euro varato a maggio per affrancare l'Unione europea dai combustibili fossili importati dalla Russia. Inoltre la capacità aggiuntiva delle rinnovabili nell'Unione è destinata a più che raddoppiare quest'anno, sino a 50 GW, e oltre 100 GW nel 2023.
L'8 novembre la canadese Catherine McKenna, presidente del Gruppo di esperti sugli impegni a emissioni zero degli enti non statali, voluto da António Guterres lo scorso 31 marzo, ha presentato il rapporto Integrity Matters: Net Zero Commitments by Businesses, Financial Institutions, Cities and Regions, frutto di 7 mesi di lavoro da parte di 17 esperti, che formula 10 raccomandazioni.
Il rapporto esamina 4 aree chiave:
- Integrità ambientale. Gli impegni per emissioni zero devono essere in linea con gli scenari descritti dall'IPCC.
- Credibilità. Imprese, istituzioni finanziarie e autorità locali devono presentare piani di transizione per la decarbonizzazione.
- Responsabilità. Standardizzare le iniziative volontarie collegandole al portale Global Climate Action dell'UNFCCC.
- Ruolo dei governi. Impegno dei governi a fornire agli enti non statali condizioni di parità per la transizione verso emissioni zero.

Nel padiglione degli Emirati Arabi Uniti, Mariam Almheiri, ministra emiratina del cambiamento climatico e dell'ambiente, ha presentato l'Alleanza delle mangrovie per il clima (Mangrove Alliance for Climate) in collaborazione con l'Indonesia. Le mangrovie, che crescono nelle zone tropicali e subtropicali, sono importanti serbatoi di carbonio; secondo il rapporto The State of the World's Mangroves 2022 dal 1996 sono andati perduti 5245 km² di foreste di mangrovie. All'Alleanza, che ha intenzione di piantare 100 milioni di mangrovie entro il 2030, hanno aderito India, Sri Lanka, Australia, Giappone e Spagna.

### Finanza
Il 9 novembre è stato il giorno dedicato alla finanza climatica.
La presidenza egiziana della COP27 e la Commissione economica per l'Africa delle Nazioni Unite hanno presentato l'iniziativa Reducing the Cost of Green and Sustainable Borrowing per aiutare i paesi vulnerabili all'impatto del cambiamento climatico con finanziamenti attraverso meccanismi quali le obbligazioni verdi, sociali e sostenibili che aiutano i progetti sostenibili in settori come l'energia, l'edilizia e l'agricoltura.
La Banca africana di sviluppo ha stimato che i paesi del continente africano perderanno 1 300 miliardi di dollari di potenziale economico a causa della crisi climatica; in tutto il mondo, si pensa che saranno necessari 4 000-7 000 miliardi di dollari per passare alla sostenibilità e raggiungere gli obiettivi fissati dall'Accordo di Parigi.
John Kerry ha presentato Energy Transition Accelerator, un'iniziativa pubblico-privata per finanziare progetti di energie rinnovabili attraverso la compensazione del carbonio, con lo scopo di accelerare la transizione verso l'energia pulita nei paesi in via di sviluppo.
Kerry, consapevole che in passato i certificati verdi davano una patina di ambientalismo ai grandi inquinatori, ha promesso che ci saranno seri controlli per garantire che i tagli alle emissioni saranno reali.
Durante la tavola rotonda Climate Finance in a Polycrisis Era, sono stati affrontati temi chiave tra cui la finanza innovativa, i finanziamenti per una transizione giusta, il debito sovrano per la sostenibilità e il cambiamento climatico e il ruolo del settore privato nella mobilitazione delle risorse. La finanza privata è stata evidenziata come essenziale per fornire migliaia di miliardi di dollari necessari per limitare il riscaldamento globale a 1,5 °C.
Un'altra tavola rotonda è stata dedicata al ruolo speciale delle banche multilaterali di sviluppo (Multilateral Development Banks, MDBs), ha riaffermato che gli organismi finanziari internazionali, nonostante le sfide istituzionali, sono di gran lunga gli intermediari più efficaci nella mobilitazione e nell'assegnazione delle risorse a beneficio dei paesi più poveri.
Il 10 novembre Rania Al-Mashat, ministro egiziano della cooperazione internazionale, ha presentato Sharm El-Sheikh Guidebook for Just Financing
redatto in collaborazione con oltre un centinaio di aziende, istituzioni finanziarie e organizzazioni non profit.

Nella pubblicazione si sostiene che i finanziamenti per il clima dovrebbero integrare piuttosto che sostituire i finanziamenti per lo sviluppo, garantendo che i paesi più poveri, quelli africani in particolare, possano accedere a finanziamenti specifici per il clima, in un contesto di deficit di bilancio legati alle risposte alla pandemia di Covid-19 e all'aumento dei prezzi di energia e cibo, conseguenti al conflitto Russia-Ucraina.

Akinwumi Adesina, presidente della Banca africana di sviluppo, ha dichiarato: «Il cambiamento climatico è la più grande minaccia affrontata dall'umanità oggi. [...] La Guida offre un'eccellente opportunità per focalizzare l'attenzione sui bisogni finanziari dei Paesi più vulnerabili agli effetti del cambiamento climatico, senza dirottare i loro finanziamenti per lo sviluppo o aumentare il loro debito. [...] I nostri finanziamenti per il clima sono aumentati dal 9% nel 2016 al 41% dello scorso anno».

### Giovani e future generazioni
Il 10 novembre è stata la giornata dedicata ai giovani e alle future generazioni e anche la prima COP con spazi dedicati e gestiti da ragazzi e bambini. I giovani rappresentanti della 17ª Conference of Youth (COY17) hanno presentato la Global Youth Statement. Declaration for Climate Justice con lo scopo di essere inclusa nelle discussioni e nei risultati della COP27. I giovani hanno rappresentato le loro richieste e hanno prestato particolare attenzione a: azione per la responsabilità climatica, adattamento e resilienza, accessibilità finanziaria. Con 200 milioni di persone di età compresa tra i 15 ei 24 anni, l'Africa ha la più grande popolazione di giovani nel mondo e la popolazione giovanile in più rapida crescita al mondo. È anche l'unico continente con la popolazione giovanile in aumento. Gli impatti del cambiamento climatico hanno effetti significativi sulla salute, l'alimentazione, l'istruzione e il futuro di bambini, adolescenti e giovani, che sono i più vulnerabili a eventi meteorologici estremi, sostanze chimiche tossiche, sbalzi di temperatura e ansia. La sessione ha affrontato il ruolo dell'educazione al clima per adolescenti e bambini e il suo ruolo nel rafforzare l'azione per il clima e la resilienza delle comunità.

### Scienza
Il 10 novembre i lavori della COP27 si sono concentrati sull'importanza degli sviluppi scientifici e della ricerca per risolvere i catastrofici problemi a lungo termine che il mondo sta affrontando a causa del cambiamento climatico. Le varie sessioni hanno concluso che gli scienziati devono fare di più per rendere i loro dati disponibili e comprensibili per aiutare i responsabili politici a combattere il cambiamento climatico.
La giornata è iniziata con la sessione, IPCC 6th Assessment Report: How to Accelerate Global Climate Action, durante la quale i relatori hanno ribadito il messaggio che gli esseri umani hanno cambiato il clima, in riferimento agli avvertimenti della comunità scientifica e accademica e alla necessità di informazioni basate sulla scienza per sostenere l'attuazione.
La presidenza egiziana della COP27 ha lanciato la prima Vulnerability Assessment Map (Mappa di valutazione della vulnerabilità), basata sui dati dell'IPCC, il cui presidente ha commentato: «I primi semi del nostro lavoro scientifico attuale sono stati piantati qui migliaia di anni fa. Questa ricca eredità dell'antico Egitto ha contribuito profondamente alla nostra comprensione e padronanza della matematica, della lingua scritta, della scienza e della tecnologia. La comunità scientifica non è mai stata più certa e chiara sui cambiamenti climatici provocati dall'uomo».
Nella sessione intitolata Health and Climate Change: One Health for All: One Vision and One Response, il ministro egiziano della salute Khaled Abdel Ghaffar ha presentato il progetto One Health.
Il ministro ha spiegato che il cambiamento climatico sta influenzando i modelli di trasmissione delle malattie infettive e aumentando il rischio di diffusione tra le persone, poiché molti organismi patogeni sono fortemente influenzati dai fattori ambientali; il cambiamento climatico influisce negativamente sull'accesso sicuro all'aria pulita, all'acqua e al cibo per le persone e gli animali.
Il progetto One Health si concentra sugli impatti più tangibili a livello globale quando si tratta dei rischi da zoonosi (come il Covid-19), intossicazione alimentare, resistenza agli antibiotici, e affronta potenziali approcci, protocolli e soluzioni innovativi per affrontare i rischi, limitare l'entità del danno e ottenere risultati sanitari ottimali sia per gli animali che per le persone.
I principali esperti scientifici mondiali hanno presentato il rapporto 10 New Insights in Climate Science 2022, preparato in partenariato con le reti internazionali Future Earth, The Earth League e World Climate Research Programme, che è co-sponsorizzato dall'Organizzazione meteorologica mondiale.
L'aggiornamento 2022 presenta le informazioni chiave dell'ultima ricerca relativa ai cambiamenti climatici dell'anno in corso e risponde all'invito a fornire scelte politiche. Sottolinea e spacchetta le complesse interazioni tra il cambiamento climatico e altri fattori di rischio, come conflitti, pandemie, crisi alimentari e sfide di sviluppo.
Il rapporto segnala che il potenziale di adattamento ai cambiamenti climatici non è illimitato: l'innalzamento del livello del mare in grado di sommergere le zone costiere e il caldo estremo, intollerabile per il corpo umano, sono esempi dei limiti alla nostra capacità di adattamento; sottolinea inoltre che oltre 3 miliardi di persone abiteranno «punti caldi di vulnerabilità» – aree con la più alta predisposizione a essere influenzate negativamente dai pericoli causati dal clima – entro il 2050, il doppio di quanto è oggi.
Il rapporto sottolinea inoltre che la dipendenza dai combustibili fossili accresce le principali vulnerabilità, in particolare la sicurezza energetica e alimentare, e che è immediatamente necessaria una profonda e rapida mitigazione e affrontare i fattori del cambiamento climatico per evitare e ridurre al minimo future perdite e danni.

### Decarbonizzazione
L'11 novembre è stato dedicato alla decarbonizzazione. In tale occasione è stato presentato il rapporto Global Carbon Budget 2022, che prevede per il 2022 emissioni totali di CO2 di 40,6 miliardi di tonnellate (GtCO2), di cui 36,6 GtCO2 da combustibili fossili, con un aumento dell'1% rispetto al 2021, e 3,9 GtCO2 dovute al cambiamento dell'uso del suolo (come la deforestazione).

Le emissioni del 2022 sono influenzate da un maggiore utilizzo di petrolio nei trasporti, in particolare nell'aviazione; le emissioni derivanti dalla combustione del carbone sono aumentate, in quanto i paesi si sono rivolti al combustibile fossile più inquinante dopo le restrizioni alle forniture di gas naturale russo all'Europa, in risposta alle sanzioni decise a seguito dell'invasione russa dell'Ucraina, che ha fatto salire alle stelle i prezzi internazionali del gas.
«Per raggiungere l'azzeramento delle emissioni di CO2 entro il 2050 sarebbe necessaria una diminuzione di circa 1,4 GtCO2 all'anno, paragonabile alla diminuzione delle emissioni osservata nel 2020 derivante dai lockdown conseguenti alla pandemia da Covid-19».

### Adattamento e agricoltura
Il 12 novembre è stato dedicato all'adattamento, tema affrontato per la prima volta a una COP, e all'agricoltura.
L'attenzione si concentra su un anno particolarmente difficile per la sicurezza alimentare poiché 37 milioni di persone stanno affrontando la fame nel Corno d'Africa dopo quattro anni di consecutivi di siccità; in Pakistan, inondazioni senza precedenti hanno colpito le principali regioni agricole del paese; le temperature record in tutta Europa e negli Stati Uniti hanno portato a una drastica riduzione dei raccolti. La guerra della Russia in Ucraina ha causato carenze globali e aumenti dei prezzi di grano, semi oleosi e fertilizzanti, sottolineando la fragilità dell'industria alimentare dipendente dai combustibili fossili, sacrificando la diversità, la sostenibilità e la resilienza per la produzione di massa e per i profitti.
La presidenza egiziana della COP27 ha lanciato quattro iniziative che affronteranno la trasformazione dei sistemi agroalimentari, l'integrazione delle risposte climatiche alla pace e alla sicurezza, il miglioramento della qualità della vita dei più vulnerabili in Africa entro il 2030 e l'alimentazione salutare:
- Food and Agriculture for Sustainable Transformation (FAST). Il settore dell'agricoltura e dell'uso del suolo ha ricevuto finanziamenti per 122 miliardi di dollari tra il 2000 e il 2018, che rappresentano il 26% dei flussi finanziari globali per il clima verso tutti i settori.[131] L'accesso ai finanziamenti per il clima, sia a livello locale che di paese, rimane insufficiente e il programma FAST della FAO mira ad attuare azioni concrete per correggere questo problema per trasformare l'agricoltura e i sistemi alimentari entro il 2030, sostenendo al contempo la sicurezza alimentare ed economica e l'ambiente.[132]
- Climate Responses for Sustaining Peace (CRSP). L'iniziativa, la prima nel suo genere ad affrontare il rapporto tra cambiamento climatico e pace, intende rafforzare il rapporto tra adattamento ai cambiamenti climatici e la costruzione della pace, sostenendo la pace attraverso sistemi alimentari resilienti ai cambiamenti climatici, spingendo soluzioni sostenibili al problema degli sfollati dovuto al cambiamento climatico, nonché accelerare la mobilitazione dei finanziamenti per il clima per sostenere la pace.[133]
- Decent Life for a Climate Resilient Africa. Initiativa, che mira a integrare l'azione per il clima nello sviluppo rurale sostenibile in Africa, si basa sulla cooperazione tra paesi africani, vari partner e parti interessate per migliorare le condizioni di vita nel 30% dei villaggi e delle aree rurali più bisognosi entro il 2030.[134]
- Initiative on Climate Action and Nutrition (I-CAN). È un'iniziativa che impegna più soggetti in più settori, che sarà attuata con il supporto delle agenzie e dei partner delle Nazioni Unite, tra cui la FAO e la Global Alliance for Improved Nutrition (GAIN), e sottolinea i pilastri dell'azione che consiste in attuazione, azione e sostegno, rafforzamento delle capacità, trasferimento di dati e conoscenze, politica e strategia e investimenti.[135]

Nel corso della giornata diversi interventi hanno affermato che i governi devono fare di più sulla riforma dell'agricoltura, facendo riferimento al Koronivia Joint Work on Agriculture (KJWA), adottata alla COP23 di Bonn, che riconosce il potenziale unico dell'agricoltura nell'affrontare il cambiamento climatico.
Koronivia – dal centro ricerche sull'isola di Viti Levu, nelle Figi – affronta sei argomenti correlati su suoli, uso di nutrienti, acqua, bestiame, metodi per valutare l'adattamento e le dimensioni socio-economiche e di sicurezza alimentare del cambiamento climatico nei settori agricoli. Il progetto Koronivia è in sintonia con il mandato fondamentale della FAO di eliminare la fame, l'insicurezza alimentare e la malnutrizione, ridurre la povertà rurale e rendere l'agricoltura, la silvicoltura e la pesca più produttive e sostenibili.

### Acqua
Il 14 novembre 2022, giornata dedicata all'acqua, la presidenza egiziana della COP27, in collaborazione con l'Organizzazione meteorologica mondiale (WMO), ha presentato il progetto Action on Water Adaptation or Resilience (AWARe), contributo alla Conferenza delle Nazioni Unite sull'acqua che si terrà a New York nel 2023, per affrontare le sfide legate all'acqua e cercare le soluzioni attraverso l'adattamento ai cambiamenti climatici, secondo l'Obiettivo 6 dell'Agenda 2030.
Elena Manaenkova, vicesegretaria generale del Organizzazione meteorologica mondiale ha commentato: «Il 74% di tutti i disastri naturali sono legati all'acqua, dobbiamo ancora fare molto di più per aiutare le società, dobbiamo avere strategie efficaci di gestione dei disastri che proteggano le comunità e limitino i rischi legati al clima».

### Tematiche di genere
Il 14 novembre è anche stato il giorno dedicato alla tematica di genere e ha riunito le attiviste del clima a livello nazionale, regionale e globale. Le donne rimangono sottorappresentate nella governance climatica e nelle strutture decisionali, pur continuando a sostenere un onere sproporzionato negli impatti negativi del cambiamento climatico: a seguito delle catastrofi climatiche le donne e i bambini sono circa l'80% di coloro che necessitano di assistenza, e le donne povere nelle zone rurali hanno 14 volte più probabilità di morire durante un disastro naturale. Quasi il 40% della forza lavoro agricola in 46 dei 53 paesi africani è costituita da donne, che rappresentano solo il 15% dei proprietari terrieri mentre il 70% del cibo del continente è prodotto dalle donne. Anche la pandemia di Covid-19 ha colpito in modo sproporzionato le donne.
Quindi, la dott.ssa Maya Morsy, presidente del Consiglio nazionale egiziano delle donne, ha presentato l'iniziativa African Women's Climate Adaptive Priorities (AWCAP), con lo scopo di eliminare le tipiche barriere per le donne, come l'accesso all'istruzione, la mobilità limitata, le norme e le idee inadeguate; fornire maggiori opportunità per le donne nella transizione verso un'economia verde e la promozione di genere per l'adattamento e la mitigazione del cambiamento climatico.

### Incontri ministeriali
Il 14 novembre si è tenuta la Tavola rotonda ministeriale ad alto livello sull'ambizione pre 2030. Per l'italia ha partecipato il ministro Gilberto Pichetto Fratin.
Al termine dell'incontro, la presidenza egiziana della COP27 ha preparato una nota, sottolineando:
- trovare sinergie tra la tavola rotonda ministeriale ed il Mitigation Work Programme;[142]
- raggiungere l'obiettivo di 1,5 °C seguendo la scienza;
- incoraggiare i paesi che non hanno ancora inviato i loro Contributi determinati a livello nazionale a essere più ambiziosi rispetto allo scorso anno, rispettando i principi delle responsabilità comuni ma differenziate (CBDR principle) e assicurandosi che attori pubblici e privati siano coinvolti nel favorire la finanza climatica necessaria.

### Energia
Il 15 novembre, giorno nel quale, secondo le stime dell'ONU, l'umanità raggiunge gli 8 miliardi di persone, è dedicato al tema dell'energia.
La crisi energetica seguita alla guerra russa in Ucraina ha portato gli Stati europei a cercare nuovi produttori di gas e ha spinto alcuni paesi a consumare più carbone. I paesi africani sostengono che i paesi ricchi non hanno fornito i finanziamenti promessi che li avrebbero aiutati a incremenare la produzione di energia pulita invece di accelerare l'estrazione di fonti fossili. Seppure in questo contesto, le date previste di eliminazione graduale del carbone sono state confermate, e i paesi OSCE e l'Unione europea sono avviati sulla strada per chiudere almeno il 75% della loro produzione di energia a carbone entro il 2030. L'Unione europea prevede inoltre di aggiornare il proprio obiettivo di riduzione delle emissioni, portando la riduzione entro il 2030 al 57%.
L'Agenzia internazionale dell'energia ha presentato il rapporto Coal in Net Zero Transitions, ultimo in ordine di tempo della serie World Energy Outlook, fornisce l'analisi più completa di ciò che sarebbe necessario per ridurre le emissioni globali di carbone a zero emissioni nette entro il 2050, che darebbe al mondo la possibilità di limitare il riscaldamento globale alla soglia critica di 1,5 °C.
Oltre il 95% del fabbisogno mondiale di carbone si verifica in paesi che si sono impegnati a ridurre le proprie emissioni a zero.
Il carbone è la più grande fonte di produzione di energia elettrica in tutto il mondo ma anche la più grande fonte di emissioni di CO2.
Il rapporto chiarisce che non esiste un unico approccio per ridurre le emissioni da carbone; ci sono paesi per i quali la dipendenza dal carbone è elevata e le transizioni probabilmente più impegnative (Indonesia, Mongolia, Cina, Vietnam, India, Sudafrica).
Attualmente in tutto il mondo ci sono circa 9 000 centrali a carbone per una capacità di 2 185 GW, la cui età varia da una media di oltre 40 anni negli Stati Uniti a meno di 15 anni nelle economie asiatiche in via di sviluppo. Gli impianti industriali che utilizzano il carbone sono altrettanto longevi. La chiave per ridurre l'uso del carbone consiste nel massiccio aumento delle fonti pulite per la produzione di energia, accompagnato da miglioramenti nell'efficienza energetica. Nell'ipotesi che gli attuali impegni nazionali per il clima vengano rispettati in tempo e per intero, la produzione da centrali a carbone esistenti a livello globale diminuirà di circa un terzo tra il 2021 e il 2030, con il 75% sostituito da energia solare ed energia eolica. Lo scenario è ancora più netto con il raggiungimento di zero emissioni nette entro il 2050 e riscaldamento globale limitato a 1,5 °C; in tal caso il consumo di carbone diminuirà del 90% entro la metà del secolo. I governi possono fornire incentivi per accelerare la transizione dal carbone alle energie pulite.

### Società civile
Il 15 novembre è stato dedicato anche alle tematiche della società civile. Sameh Shoukry ha dichiarato: «Il ruolo della società civile e delle ONG nel processo di azione per il clima è assolutamente cruciale. Un'azione efficace per il clima richiede un approccio dell'intera società. Tutti noi dobbiamo essere coinvolti e impegnati, dalle istituzioni agli individui, sia nell'agire che nel persuadere gli altri della necessità di agire. Questa giornata incarna davvero lo spirito di riunirsi per l'attuazione».
È stata anche l'occasione per discutere di Action for Climate Empowerment (ACE), che fa parte della Convenzione quadro delle Nazioni Unite sui cambiamenti climatici (UNFCCC) per definire l'attività ai sensi dell'articolo 6 della Convenzione e dell'articolo 12 dell'Accordo di Parigi. ACE consente ai membri della società civile di impegnarsi nell'azione per il clima, attraverso sei componenti:
- educazione al cambiamento climatico,
- consapevolezza pubblica,
- formazione,
- partecipazione pubblica,
- accesso pubblico alle informazioni,
- cooperazione internazionale.

### Biodiversità
Il 16 novembre è stato dedicato alla biodiversità, ma è anche stato caratterizzato dall'arrivo in Egitto del neo eletto presidente brasiliano Lula che, con il motto «il Brasile è tornato, dopo quattro anni di isolamento», è stato accolto come una rock star. Lula, che assumerà la carica presidenziale il 1º gennaio 2023, ha annunciato lotta al cambiamento climatico, lotta alla deforestazione, restituzione all'agricoltura sostenibile delle aree degradate (40 milioni di ettari).
Ha inoltre segnalato che il Brasile riprenderà le trattative con Indonesia e Repubblica democratica del Congo per la conservazione delle foreste e che sbloccherà i 500 milioni di dollari messi a disposizione dai governi di Germania e Norvegia per l'Amazzonia, congelati nel 2019 da Bolsonaro. Ha quindi annunciato che chiederà alle Nazioni Unite di organizzare proprio in Amazzonia la COP del 2025.
La giornata dedicata alla biodiversità mirava a promuovere e istituzionalizzare l'azione per valorizzare, conservare e utilizzare in modo sostenibile la biodiversità negli ecosistemi terrestri, d'acqua dolce, costieri e marini per ridurre gli impatti dei cambiamenti climatici e sfruttare le soluzioni basate sulla natura per mitigare e adattarsi ai cambiamenti climatici e costruire la resilienza per le persone e la natura.
La presidenza egiziana della COP27, in collaborazione con l'Unione internazionale per la conservazione della natura (IUCN), ha presentato l'iniziativa Enhancing Nature-based Solutions for Climate Transformation (ENACT) con l'obiettivo di garantire sino a 2,4 miliardi di ettari di ecosistemi naturali garantiti attraverso la protezione di 45 milioni di ettari, la gestione sostenibile di 2 miliardi di ettari e il ripristino di 350 milioni di ettari; protezione e resilienza di almeno 1 miliardo di persone vulnerabili, di cui almeno 500 milioni donne e ragazze; aumento significativo degli sforzi globali di mitigazione attraverso la protezione, la conservazione e il ripristino degli ecosistemi terrestri, d'acqua dolce e marini ricchi di carbonio.

È stato inoltre sottolineato il collegamento con la prossima 15ª Conferenza delle parti della Convenzione sulla diversità biologica che si terrà a Montréal il 7-19 dicembre 2022.
Altri incontri sono stati dedicati alla protezione della barriera corallina, ecosistemi minacciati dal riscaldamento globale che forniscono cibo e riparo a oltre 7 000 altre specie e che costituiscono il sostentamento di oltre 500 milioni di persone in tutto il mondo, principalmente nei paesi poveri dell'emisfero meridionale.

### Soluzioni innovative
La giornata delle Soluzioni innovative, che si è svolta il 17 novembre, nell'agenda ufficiale della COP27 è definita come «la creazione di uno spazio per condividere le migliori pratiche e le lezioni apprese e dimostrare il legame tra le soluzioni innovative e gli sforzi per migliorare l'azione per il clima». Tra le iniziative proposte troviamo:
- Low Carbon Transport for Urban Sustainability (LcO2TUS). Iniziativa volta a decarbonizzare la mobilità urbana globale, in collaborazione con Sustainable, Low Carbon Transport (SLOCAT) e Boston Consulting Group.[159]
- Sustainable Urban Resilience for the next Generation (SURGe). Iniziativa che si basa sugli impegni delle città e fornire un quadro completo per realizzare sistemi urbani sostenibili e resilienti, in collaborazione con il Programma delle Nazioni Unite per gli insediamenti umani (UN-Habitat) e Amministrazioni locali per la sostenibilità (ICLEI).[159]
- Accelerating to Zero (A2Z) Coalition. In considerazione che i trasporti rappresentano circa il 20% delle emissioni globali di gas serra, la coalizione A2Z riunisce oltre 200 organizzazioni governative, industriali e della società civile per accelerare la transizione verso il trasporto a emissioni zero.[160]
- Patto del metano (Methane Pact). Più di 150 paesi hanno firmato un patto globale per la riduzione delle emissioni di metano del 30% entro il 2030 (erano 105 alla COP26), ma non ancora Cina e India.[161]
- 50 entro 2050 (50 by 2050). Iniziativa, in la collaborazione con l'Ufficio delle Nazioni Unite per il controllo della droga e la prevenzione del crimine (UNODC), che si propone l'ambizione di gestire almeno il 50% dei rifiuti prodotti in Africa entro il 2050.[162]

### Lobbismo
Secondo l'ONG britannica Global Witness, alla COP27 di Sharm el-Sheikh risultavano registrati 636 lobbisti dei combustibili fossili in rappresentanza dei più grandi inquinanti del petrolio e del gas provenienti da 29 paesi, il 25% in più rispetto alla COP26 di Glasgow. Gli Emirati Arabi Uniti sono stati il paese con il maggior numero di lobbisti, 70 su 1 070 delegati, seguiti dalla Russia che ne ha portati 33.
Questo conteggio non include i numerosi lobbisti di altre imprese strettamente legate ai combustibili fossili o fortemente implicate nella crisi climatica, come le imprese finanziarie, le grandi imprese agroalimentari o le industrie petrolchimiche.

### Proteste
Nei giorni di svolgimento della COP (ma anche prima e dopo) gli attivisti di "Ultima generazione" (in Italia), "Futuro Vegetal" (in Spagna), "Letzte Generation" (in Germania), "Dernière Rénovation" (in Francia) hanno messo in atto blocchi del traffico e azioni dimostrative contro opere d'arte: la tela Seminatore al tramonto di Vincent van Gogh a Palazzo Bonaparte di Roma (4 novembre), le cornici dei dipinti La maja desnuda e La maja vestida di Francisco Goya al Museo del Prado di Madrid (5 novembre), il quadro Morte e Vita di Gustav Klimt al Leopold Museum di Vienna (15 novembre), la statua Horse and Rider di Charles Ray davanti alla sede della Pinault Collection di Parigi (18 novembre), una BMW Art Car dipinta da Andy Warhol esposta alla Fabbrica del Vapore di Milano (18 novembre).
Il 12 novembre alcune centinaia di attivisti hanno manifestato all'interno della zona blu di Sharm el-Sheikh, ritenuta più sicura in quanto sotto la responsabilità delle Nazioni Unite, scandendo frasi come «non può esserci giustizia climatica senza il rispetto dei diritti umani» e «Non siete stati ancora sconfitti», che è il titolo del libro scritto da Alaa Abd el-Fattah, in carcere dal 29 settembre 2019. Tra i manifestanti, in prima fila, Sanaa Seif, sorella di Alaa Abd el-Fattah.
Il 15 novembre 2022, le attiviste polacche Dominika Lasota e Wiktoria Jędroszkowiak e le ucraine Svitlana Romanko, Valeria Bondarieva e Viktoriya Ball hanno protestato durante una sessione organizzata dai russi, la cui delegazione di 150 persone comprendeva 33 lobbisti dei combustibili fossili. Le attiviste hanno apostrofato i delegati russi criminali di guerra che non avevano il diritto di essere presenti alla conferenza e che non meritavano alcun rispetto. Dominika Lasota ha definito i russi "spregevoli" (podłymi, in polacco) e ha esposto uno striscione «I combustibili fossili uccidono». I contestatori sono stati allontanati dal personale di sicurezza.
Anche il giornalista Justin Rowlatt di BBC News è stato allontanato dal personale di sicurezza dopo aver chiesto ai delegati russi: «Avete intenzione di pagare per il danno ambientale che avete causato in Ucraina?».

## Piano di attuazione di Sharm el-Sheikh

### Trattative
Mentre proseguivano gli incontri a tema della Conferenza, mercoledì 16 novembre veniva presentata la prima bozza "non ufficiale" elaborata dagli sherpa e che Fiona Harvey su The Guardian definiva «un mostro».
Alle ore 9:00 di venerdì 18 novembre, inizialmente previsto come giorno di chiusura della Conferenza, veniva pubblicata la bozza ufficiale, più ordinata e organica della precedente, ma che evidenziava la distanza tra paesi ricchi e paesi poveri.
Sabato 19 novembre alle ore 13:00 la presidenza egiziana presentava una nuova bozza che presentava due punti controversi: i rimborsi da "perdite e danni", accettati controvoglia dai paesi ricchi (principalmente Stati Uniti e Unione europea), riservati a tutti i paesi in via di sviluppo; nessun impegno per la limitazione delle emissioni dei gas serra.
Frans Timmermans, a nome dell'Unione europea, dichiarava: «Siamo pronti ad andarcene. Meglio nessun accordo che un cattivo accordo».
Una successiva bozza accoglieva le osservazioni dei negoziatori dell'Unione europea; quindi: i rimborsi da "perdite e danni" riservati solo ai paesi più poveri e vulnerabili e l'impegno a tagliare le emissioni del 43% entro il 2030 rispetto al 2019.
A questo punto la plenaria proseguiva per tutta la notte per concludersi con l'approvazione del testo definitivo all'alba di domenica 20 novembre. Al termine della conferenza stampa convocata per illustrare il testo concordato, il presidente Sameh Shoukry ha dichiarato chiusa la COP27 di Sharm el-Sheikh.

### I punti del Piano
Il Piano di attuazione approvato il 20 novembre si compone di 9 pagine con 16 capitoli in 66 punti.

#### Scienza ed emergenza
La Conferenza «ribadisce che gli impatti del cambiamento climatico saranno molto inferiori con l'aumento della temperatura di 1,5 °C rispetto a 2 °C e si propone di proseguire gli sforzi per limitare l'aumento della temperatura a 1,5 °C» e «riconosce l'impatto del cambiamento climatico sulla criosfera e la necessità di una maggiore comprensione di questi impatti, compresi i punti di non ritorno (tipping points)».

#### Mitigazione
La Conferenza «riconosce che limitare il riscaldamento globale a 1,5 °C richiede tempi rapidi, profondi e sostenute riduzioni delle emissioni globali di gas serra del 43% entro il 2030 rispetto al livello del 2019» e «invita le parti ad accelerare lo sviluppo, la distribuzione e la diffusione delle tecnologie e l'adozione di politiche per la transizione verso sistemi energetici a basse emissioni, anche aumentando rapidamente l'adozione di misure di generazione di energia pulita e di efficienza energetica, tra cui l'accelerazione degli sforzi verso la riduzione graduale (phase out) senza sosta dell'energia a carbone e l'eliminazione graduale (phase down) delle sovvenzioni inefficaci ai combustibili fossili, fornendo nel contempo un sostegno mirato ai più poveri e ai più vulnerabili in linea con le circostanze nazionali e riconoscendo la necessità di sostegno verso una transizione giusta».

#### Adattamento
La Conferenza «sottolinea il ruolo del Fondo per i paesi meno sviluppati (Least Developed Countries Fund, LDCF) e del Fondo speciale sui cambiamenti climatici (Special Climate Change Fund, SCCF) nel sostenere le azioni dei paesi in via di sviluppo per affrontare il cambiamento climatico [...] e invita i paesi sviluppati a proseguire a contribuire ai due fondi».

#### Perdite e danni
La Conferenza istituisce, per la prima volta, il fondo perdite e danni (loss and damage) «per assistere i paesi in via di sviluppo che sono particolarmente vulnerabili agli effetti negativi del cambiamento climatico», nonché un comitato tecnico per elaborare le regole per realizzare il fondo, comitato che riferirà alla prossima COP del 2023.

#### Allarme rapido e osservazione sistematica
La Conferenza sottolinea «la necessità di colmare le lacune esistenti nel sistema globale di osservazione del clima, in particolare nei paesi in via di sviluppo, [...] un terzo del mondo, compreso il sessanta per cento dell'Africa, non ha accesso all'allarme rapido e alle informazioni sul clima».

#### Finanza
«Per poter raggiungere emissioni zero nette entro il 2050, circa 4 000 miliardi di dollari all'anno devono essere investiti nelle energie rinnovabili sino al 2030, inoltre si prevede che la trasformazione a un'economia a basse emissioni di carbonio richiederà investimenti di almeno
4 000-6 000 miliardi di dollari all'anno».
La Conferenza «prende atto con preoccupazione del crescente divario tra le esigenze dei paesi in via di sviluppo, in particolare quelli dovuti ai crescenti impatti dei cambiamenti climatici e al loro accresciuto indebitamento, e il sostegno fornito e mobilitato per attuare il loro Contributi determinati a livello nazionale (NDC), evidenziando che tali fabbisogni sono attualmente stimati in 5 800-5 900 miliardi di dollari per il periodo precedente al 2030»;
«invita gli azionisti delle banche multilaterali di sviluppo (MDB) e delle istituzioni internazionali finanziarie (IFI) per riformare le pratiche e le priorità, allineare e aumentare i finanziamenti, garantire accesso semplificato e mobilitare finanziamenti per il clima», come previsto dall'Agenda di Bridgetown.

#### Oceani
La Conferenza accoglie con favore i risultati e i messaggi relativi al Dialogo sugli oceani e il cambiamento climatico (Bonn, 15 giugno 2022), organizzato dall'Organo sussidiario del consiglio scientifico e tecnologico (SBSTA) e alla Conferenza delle Nazioni Unite sugli oceani (Lisbona, 27 giugno - 1º luglio 2022) e decide che i dialoghi futuri, a partire dal 2023, saranno agevolati da due co-facilitatori, selezionati dalle Parti dell'UNFCCC ogni due anni.

#### Foreste
Nel contesto di un sostegno adeguato e prevedibile ai paesi in via di sviluppo, le parti dovrebbero mirare collettivamente a rallentare, arrestare e invertire la deforestazione e la perdita di carbonio, in conformità con le circostanze nazionali, coerentemente con gli obiettivi della COP16 e della COP19.
Le Parti sono incoraggiate a prendere in considerazione soluzioni basate sulla natura o in linea con la decisione 5/5 del 2 marzo 2022 adottata dall'Assemblea del Programma delle Nazioni Unite per l'ambiente (UNEP), per la loro azione di mitigazione e adattamento, garantendo al tempo stesso rilevanti aspetti sociali e tutele ambientali.

#### Agricoltura
In collaborazione con gli organi sussidiari SBSTA e SBI, viene istituito il «lavoro congiunto sull'attuazione dell'azione per il clima in materia di agricoltura e sicurezza alimentare», per un quadriennio, riconoscendo il ruolo che l'agricoltura deve svolgere nel raggiungimento degli obiettivi sul cambiamento climatico.